# Шариповський район
Шариповський район (рос. Шарыповский район) — адміністративна одиниця та муніципальне утворення в західній частині Красноярського краю. Адміністративний центр — місто Шарипово (до складу району не входить).

## Географія
Протяжність району з півдня на північ складає 110 кілометрів, зі сходу на захід - 75 кілометрів. Площа території - 3764 км².
Суміжні території:
- Північ: Боготольський район
- Схід: Назаровський та Ужурський райони Красноярського краю
- Південь: Республіка Хакасія
- Захід і північний захід: Кемеровська область.

Територією району протікає річка Урюп (притока Чулима) та її притоки Береш (де розташоване Березівське водосховище). Також тут розташовані озера Біле, Велике та Мале.

## Історія
12 травня 1941 року в складі Хакаської автономної області був утворений Шариповський район з центром в селі Шарипово.
В 1947 році Шариповський район був переданий безпосередньо в підпорядкування Красноярського краю.

## Економіка
В економіці району представлено в основному сільське господарство (вирощування зернових і м'ясо-молочне тваринництво).
Район є значним елементом паливно-енергетичного комплексу краю - тут діє велике вугледобувне підприємство ВАТ «Розріз Березовський-1» (4,9 млн т/рік), що є постачальником палива на Березівську ГРЕС.

## Відомі особистості
У районі народився:
- Дубовий Володимир Миколайович (* 1968) — український художник.

## Палеонтологія
За 5 км від Нікольська в Березівському вугільному розрізі  знайшли кістки найдавнішого стегозавра, жив 170-165 млн років тому (юрський період) , кістки середньоюрського ссавця (Батський ярус, 168,3-166,1 млн л. н.) з роду сінелевтерів (Sineleutherus), виділені в окремий вид Sineleutherus issedonicus , шарипової (Sharypovoia arimasporum), майопатагія (Maiopatagium sibiricum), представників родини арборахараміїд (Arboroharamiyidae) .